# Пьянтанида, Джованни
Джованни Пьянтанида, Джованни Баттиста Пьянтанида (итал. Giovanni (Battista) Piantanida, род. 11 июля 1705 или в 1706, Флоренция или Ливорно, Италия — ум. в 1782 или 28 октября 1773, Болонья, Италия) — итальянский скрипач-виртуоз и композитор, сочинявший виртуозные сочинения для скрипки. Вероятно, ему также принадлежат вокальные произведения, которые иногда атрибутируются его сыну Гаэтано, а иногда полному однофамильцу и тёзке Джованни Батиста Пьянтанида, предположительно жившему в конце XVIII — начале XIX века.

## Биография
Джованни Пьянтанида родился во Флоренции в 1705 или 1706 году. Совершил много поездок по Европе в качестве скрипача-виртуоза и оркестранта. Длительное время Джованни Пьянтанида работал в Санкт-Петербурге (с 1735 по 1737 год), выступал с Георгом Фридрихом Генделем в Лондоне (в 1739-1742 годах, известно, что именно он исполнял партию солирующей скрипки в его оратории «Саул», давал сольные концерты в Йорке, Скарборо и Халле). Гастролировал в Париже в 1743 году. Впоследствии проживал в Болонье и был первым скрипачом в оркестре церкви San Petronio. В 1758 году был избран в Accademica Filarmonia.
Современники сравнивали его с Джузеппе Тартини.
Джованни Батиста Пьянтанида сочинял скрипичные сонаты, концерты (их сохранилось шесть), трио-сонаты. В Дании были напечатаны под именем Д. Б. Пьянтаниды отдельным изданием два романса «D’où te vient cette fleur charmante» и «Tu le veux donc», предназначенные для голоса и гитары (или фортепиано), два сборника «Sei Ariette Italiane composte e dedicate a S.A.R. Carolina Principessa Reale de Danimarca e Norvegia da Giovan Batista Piantanida» (Каролина Матильда Великобританская — супруга психически больного короля Дании Кристиана VII, сестра короля Великобритании Георга III), «Six Romances françaises composées e dediées à Son Altesse la Princesse Julianne de Philipsthal par G. B. Piantanida» (речь идёт о Юлиане Вильгельмине Луизе, принцессе Гессен-Филипстальской из Гессенского дома, регенте Шаумбург-Липпе в 1787—1799 годах) для голоса и фортепиано, однако не все исследователи торопятся отождествлять автора этих сборников с Джованни Батиста Пьянтанида (род. 1705, Флоренция — 1782, Болонья), так как не сохранилось никаких документов, подтверждающих его пребывание в Дании в старости. Вместе с тем, все эти сборники были изданы во время жизни именно этого композитора (с 1766 по 1780 год), второго музыканта с такими инициалами и фамилией из архивных документов для этого времени неизвестно. Неизвестно также о дальнейшем местопребывании композитора после возвращения в Болонью. Вполне возможно, что оно было временным.
Сигра Констанца Постерла, жена Джованни Пьянтаниды (вероятно, он был женат не один раз), была известна в музыкальном мире как «La Pasterla», выступала вместе с мужем в Англии с 1739 по 1741 год в качестве певицы (её сольные концерты документально подтверждены 23 октября 1739 и 17 февраля 1741 года). Его сын Гаэтано (1768—1835) был известным пианистом и композитором. Служил профессором Миланской консерватории и был автором известной в своё время концертной арии «Son gelsomino, son piccol fiore…».

## Судьба творческого наследия
Творчество композитора было забыто сразу после его смерти. Интерес к нему возродился в начале XXI века после публикации «Six Romances françaises composées e dediées à Son Altesse la Princesse Julianne de Philipsthal par G. B. Piantanida» издательством Сardamina.
В России произведения композитора впервые прозвучали в исполнении голландского флейтиста Эрика Босграфа и ансамбля «Солисты Екатерины Великой» в 2013 году.